# Kouamékro
Kouamékro est une localité rurale dans le Sud de la Côte d'Ivoire dans la région de l'Agnéby-Tiassa. La localité rurale de Kouamékro est administrativement rattachée à la sous-préfecture de Céchi dans le département d'Agboville,.